# Niobides

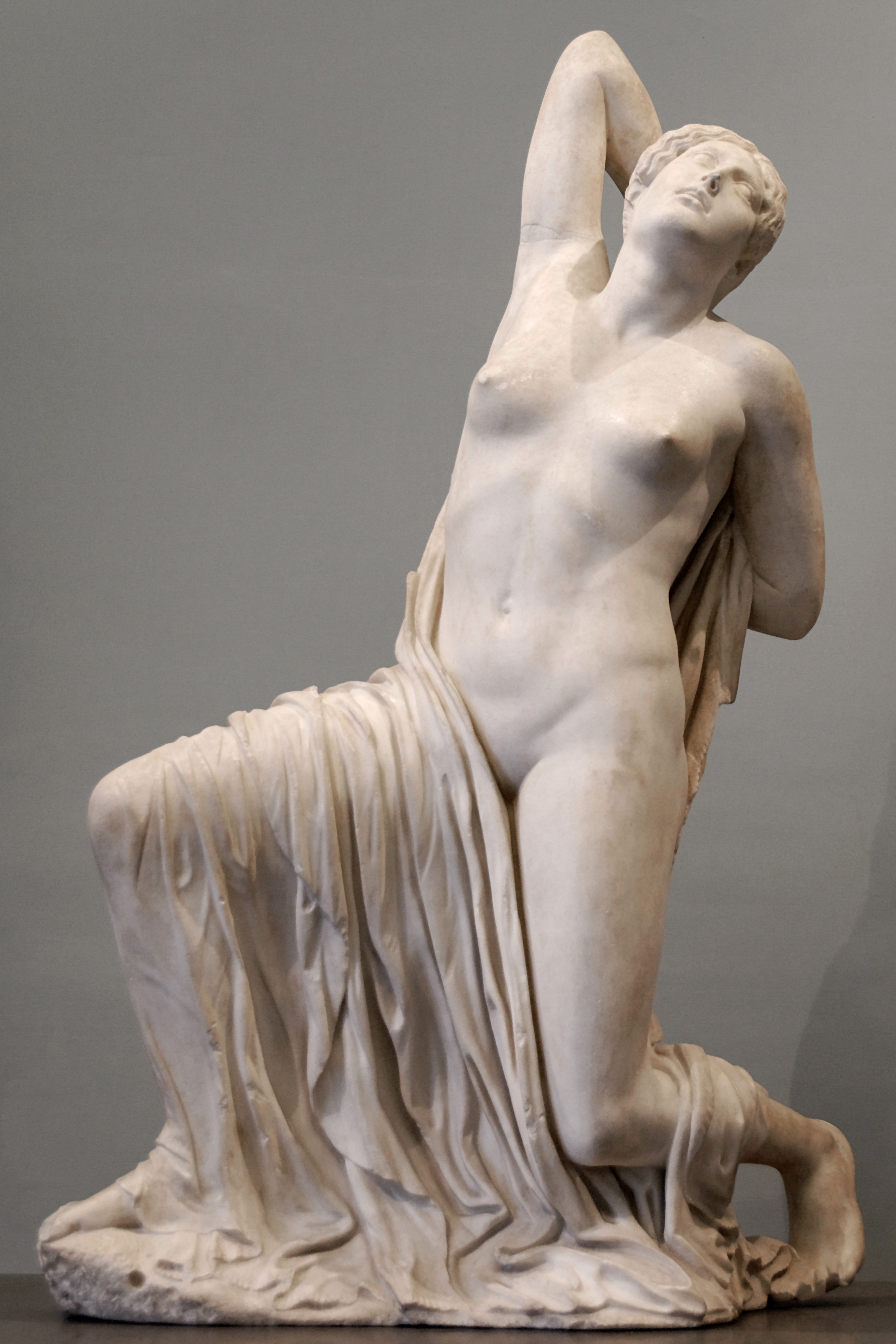
Niobide blessée provenant des jardins de Salluste, vers 440 av. J.-C., palais Massimo alle Terme

Dans la mythologie grecque, les Niobides sont les enfants d'Amphion et de Niobé, fille de Tantale. Leur mère s'étant vantée d'avoir eu plus d'enfants que Léto, mère d'Apollon et Artémis, les deux dieux les massacrent de leurs flèches.

## Représentations artistiques
La première représentation connue du mythe est une amphore tyrrhénienne de 560 av. J.-C. environ, représentant Apollon, Artémis et trois de leurs victimes tentant de fuir,. La seconde est celle du peintre des Niobides : sur un grand cratère en calice à figures rouges daté de 460-450 av. J.-C. montrant les dieux jumeaux au milieu de Niobides en fuite ou déjà tombés sous leurs traits,. Sa composition particulière, où les personnages sont étagés à des niveaux différents, a fait penser que la scène était inspirée de la grande peinture murale.
À l'époque hellénistique, le mythe devient un sujet favori des sculpteurs.
De nombreux tableaux et nombreuses gravures reprennent le mythe de Niobé et du massacre de ses enfants, notamment l'estampe The Destruction of the Children of Niobe (1761), de William Woollett d'après Richard Wilson (1760). Le tableau avait été un succès lors de sa présentation à la Society of Artists à Londres, et l'impact de l'estampe fut tel qu'il inversa le rapport commercial de l'estampe entre l'Angleterre et la France[pas clair].
Dans les années 1960, Balthus, alors directeur de l'Académie de France à Rome, à la Villa Médicis, réalise le Carré des Niobides, fontaine à partir de plâtres de statues antiques.

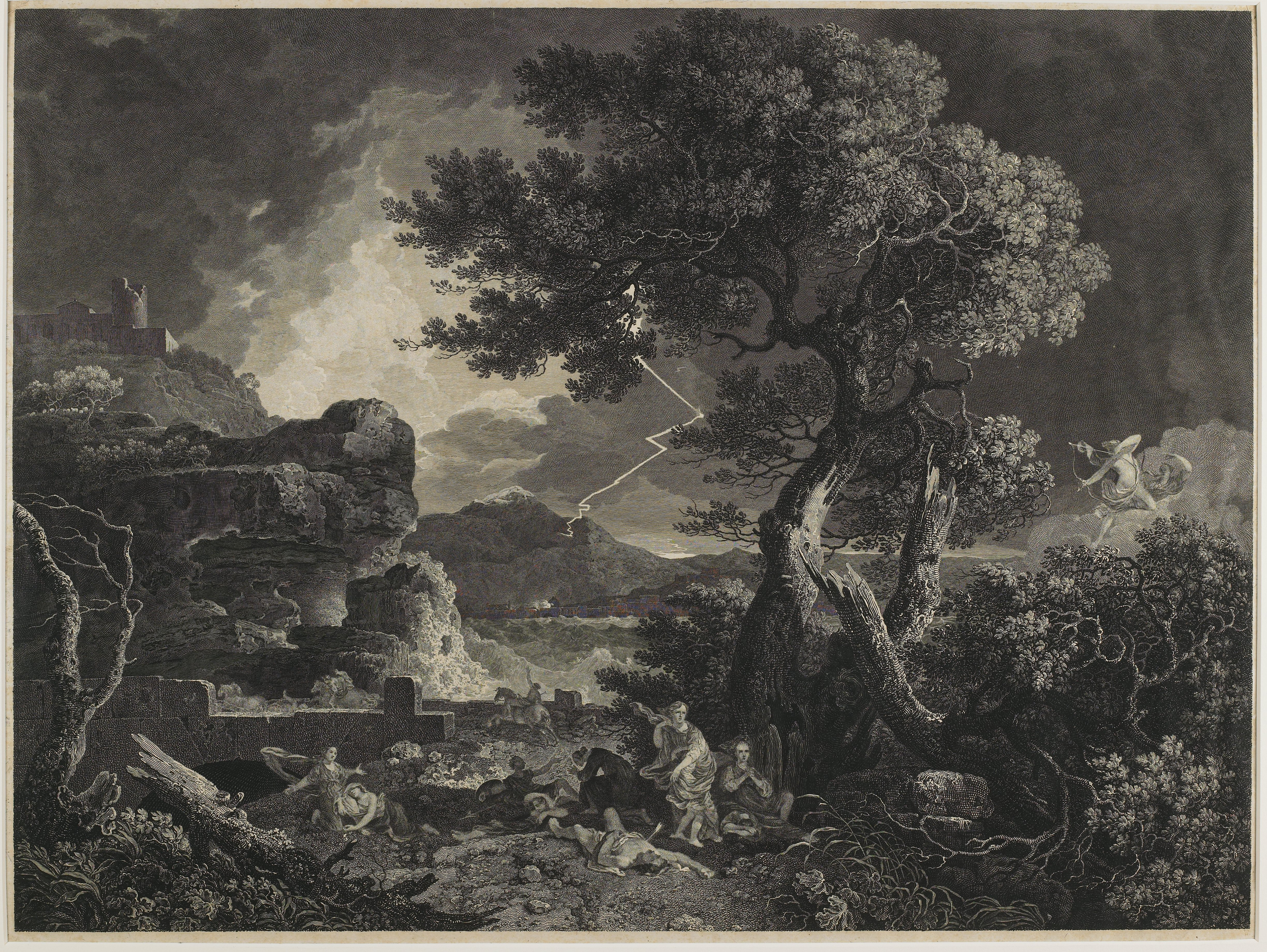
The Destruction of the Children of Niobe (1761), gravure de William Woollett.
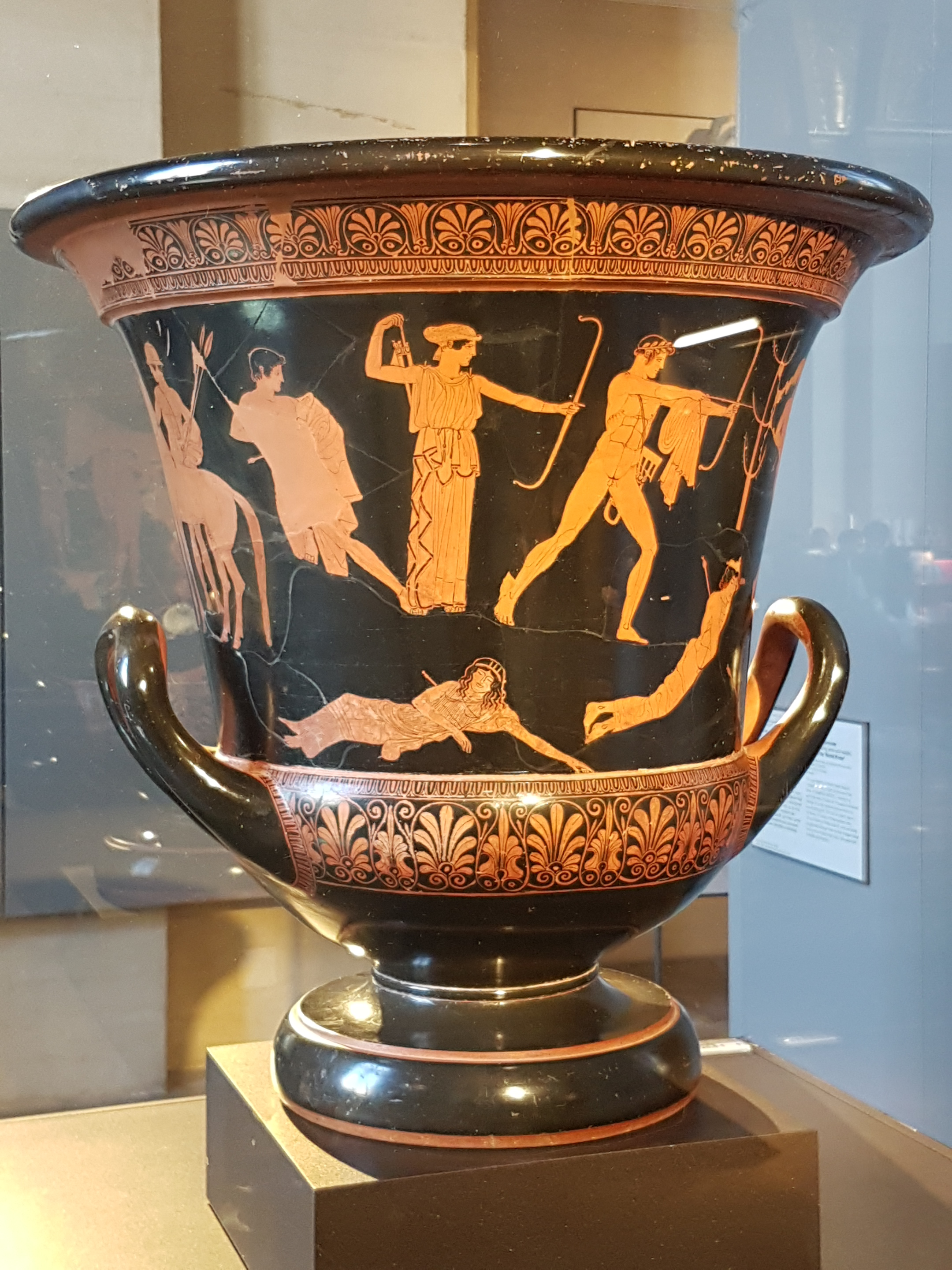
Le massacre par le peintre des Niobides.
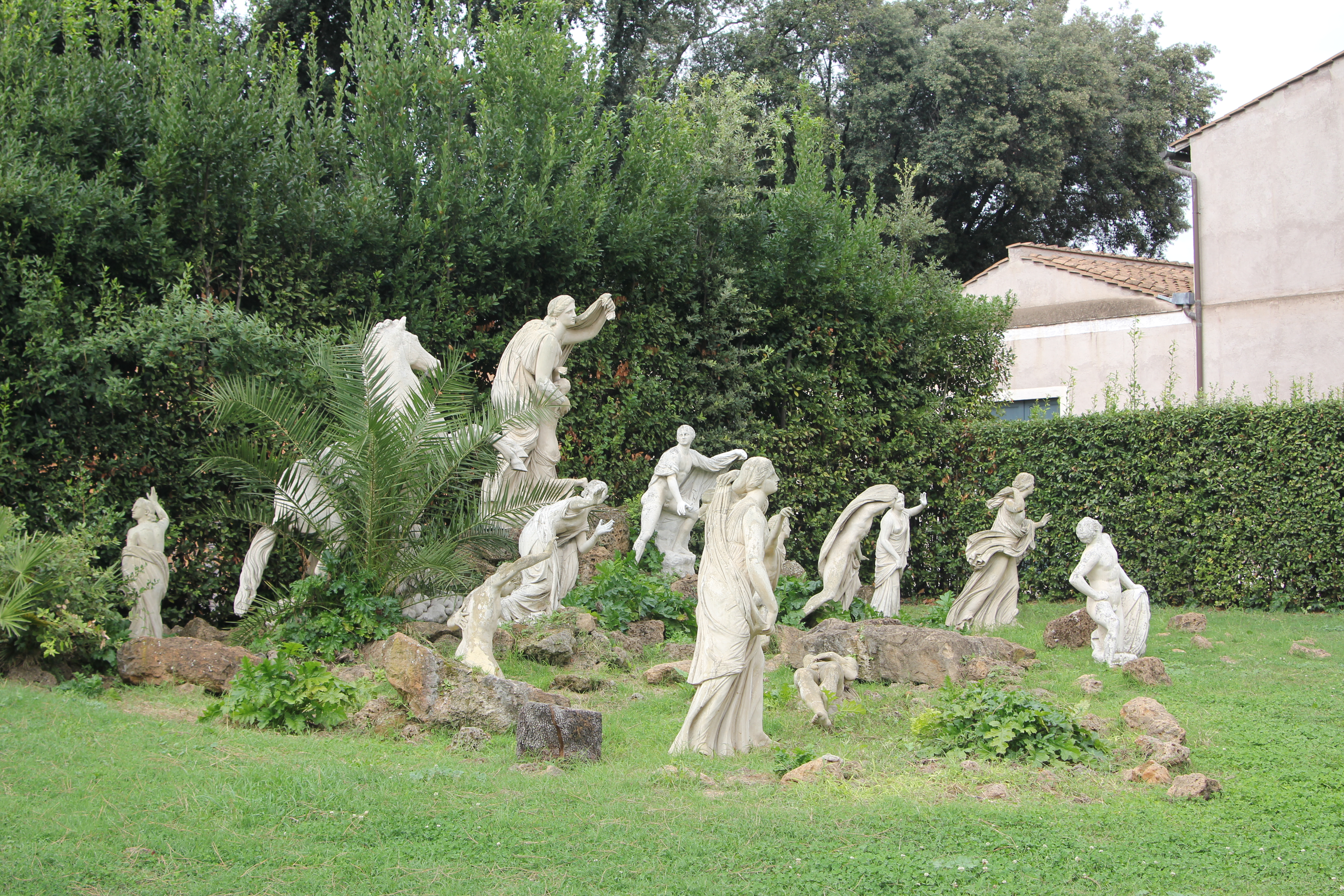
Le Carré des Niobides imaginé par Balthus à la Villa Médicis
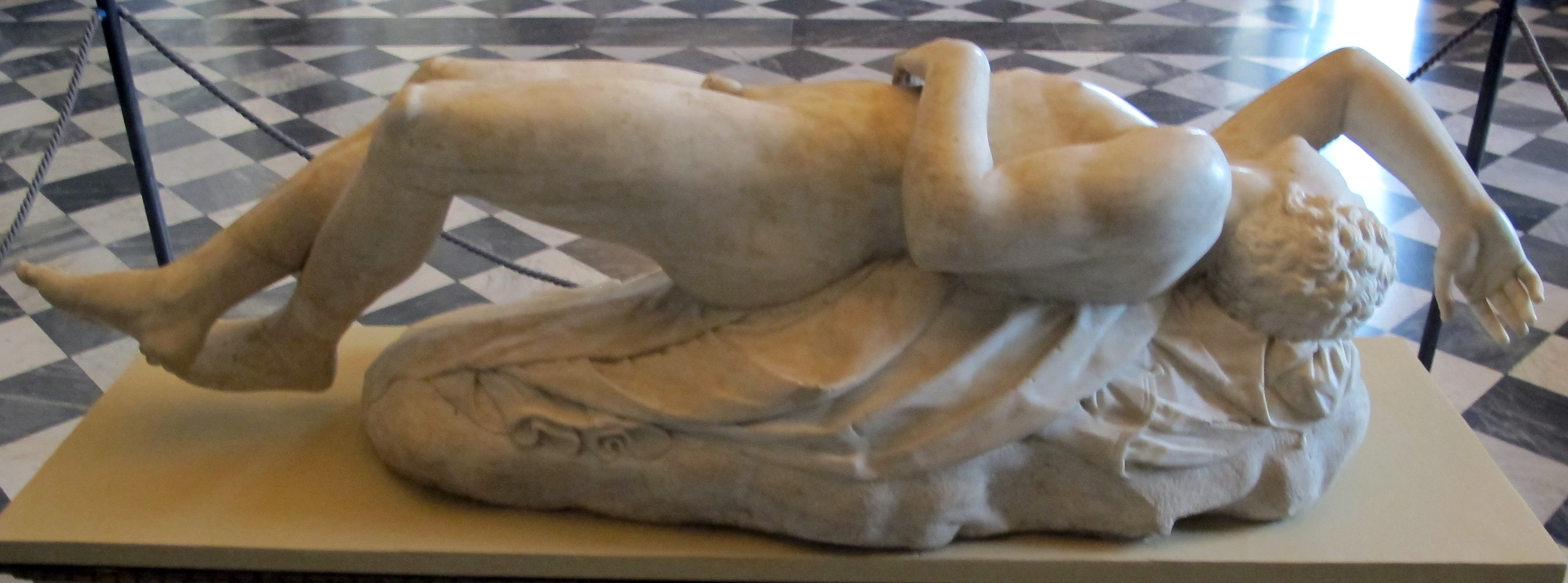
Jeune Niobide agonisant. Galerie des Offices
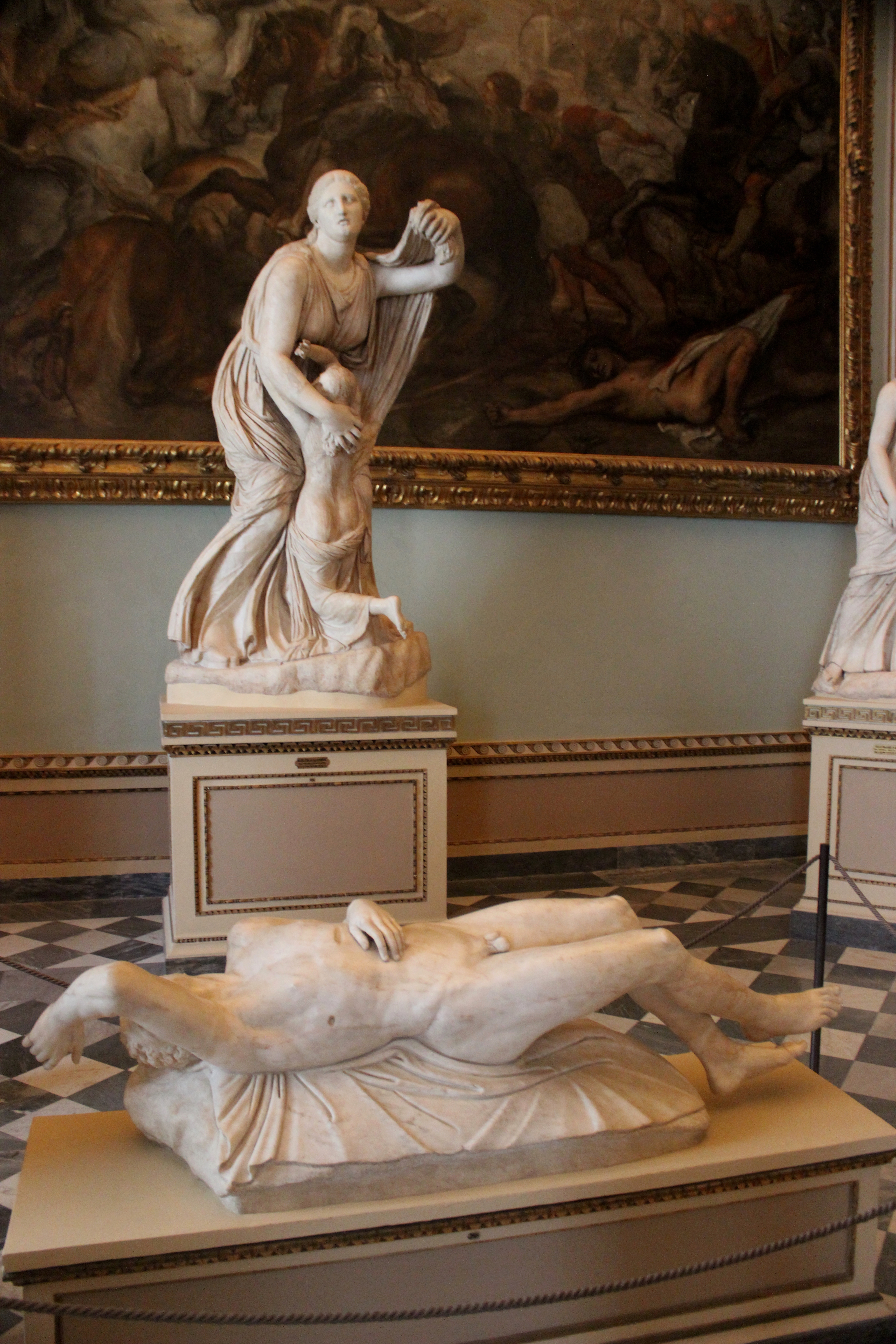
Premier plan : Jeune Niobide agonisant ; arrière-plan : Niobée et ses filles. Galerie des Offices